# 戈爾茨坦
戈爾茨坦或戈尔德斯坦可以指：

## 人名
- 保羅·戈爾茨坦（英語：Paul Goldstein），美国职业网球运动员。
- 約瑟夫·里歐納德·戈爾茨坦（英語：Joseph Leonard Goldstein），美国生物化学家和遗传学家。
- 梅爾文·戈爾茨坦（英語：Melvyn Goldstein），美国生物化学家和遗传学家。
- 強納森·高斯汀 (導演)（英語：Jonathan Michael Goldstein），美國男導演、編劇、演員和製片人。
- 約瑟夫·里歐納德·戈爾茨坦 （英語：Joseph Leonard Goldstein），美國生物化學家和遺傳學家。
- 梅爾文·戈爾茨坦（英語：Melvyn Goldstein），美國社會人類學家和藏學家。
- 欧根·戈尔德斯坦（德語：Eugen Goldstein），德國物理學家。
- 爱麦虞埃尔·果尔德施坦因（英語：Emmanuel Goldstein），小說《十九八十四》中的人物。

## 澳大利亞議會選區
- 戈爾茨坦 (澳大利亞國會選區)（英語：Division of Goldstein），澳大利亚维多利亚州下议院选区，位于州首府墨尔本以南。

|  | 本页或本分段罗列了姓氏为「K」的人物。 如果是一个指代特定个人的内链将您引导到本页，請考慮修正該人物的名字以將链接指向正確的條目。 |